# Pumpin Blood
"Pumpin Blood" is de debuutsingle van de Zweedse band NONONO. Het nummer werd uitgebracht als de derde track op het album We Are Only What We Feel uit 2014. Het stond eerder op de ep Pumpin Blood uit 2013.

## Achtergrond
Pumpin Blood is geschreven door Tobias Jimson, Michel Flygare en Stina Wäppling en geproduceerd door Astma en Rocwell. Het lied haalde in het jaar van zijn release de hitlijsten in Zwitserland en Duitsland en bereikte zijn hoogste positie in Oostenrijk, met een 16e plaats. Verder wordt het nummer veel gebruikt in films zoals Endless Love uit 2014 en de Netflix film All The Bright Places. In de gamewereld vergaarde het nummer bekendheid nadat het in de game 2014 FIFA World Cup Brazil zat.